# Siemens Healthineers
Siemens Healthineers AG (tidligere Siemens Healthcare) er en tysk producent af medicinsk udstyr. Det er et selskab i Siemens-koncernen og de har hovedkvarter i Erlangen. Siemens Healthineers har 65.000 ansatte.